# Hugo Rodallega
Hugo Rodallega Martínez (Candelaria, Valle del Cauca, 25 de julio de 1985) es un futbolista colombiano que juega como delantero. Actualmente milita en el Club Independiente Santa Fe de la Categoría Primera A de Colombia. Fue internacional absoluto con la selección Colombia.

## Trayectoria

### Inicios, Deportes Quindío y Deportivo Cali
Posteriormente a su paso goleador por el Club Deportes Quindío (con 20 goles en dos temporadas), Hugo Rodallega llegaría a su segundo equipo en la Categoría Primera A; este fue el Deportivo Cali, en cual se consolidaría como máximo goleador del segundo semestre del 2005, con 12 goles. Esta cifra interesó a clubes en México. Finalmente, el equipo que habría de quedarse con el jugador sería el Monterrey.

### México
Proveniente del Deportivo Cali, su paso por México se inició en 2006, en el Monterrey jugando dos temporadas sin mucha continuidad. En el club de "los rayados," Rodallega no cumplió con las expectativas planteadas por el club mexicano.
Posteriormente, en el 2007 llegaría a Atlas, con un mejor rendimiento, marcando seis goles en 16 partidos, Poco después el Necaxa concretó su fichaje, además de comprarle los derechos federativos al Deportivo Cali y al Monterrey, haciéndose del jugador en su totalidad.
En Necaxa logró marcar 25 goles en tres temporadas, registro que lo consolidó como una de las promesas del mercado de invierno en Europa, para la temporada 2008-2009. Como consecuencia de esto, Rodallega arribó al Wigan Athletic, de la Premier League de Inglaterra.

### Wigan Athletic

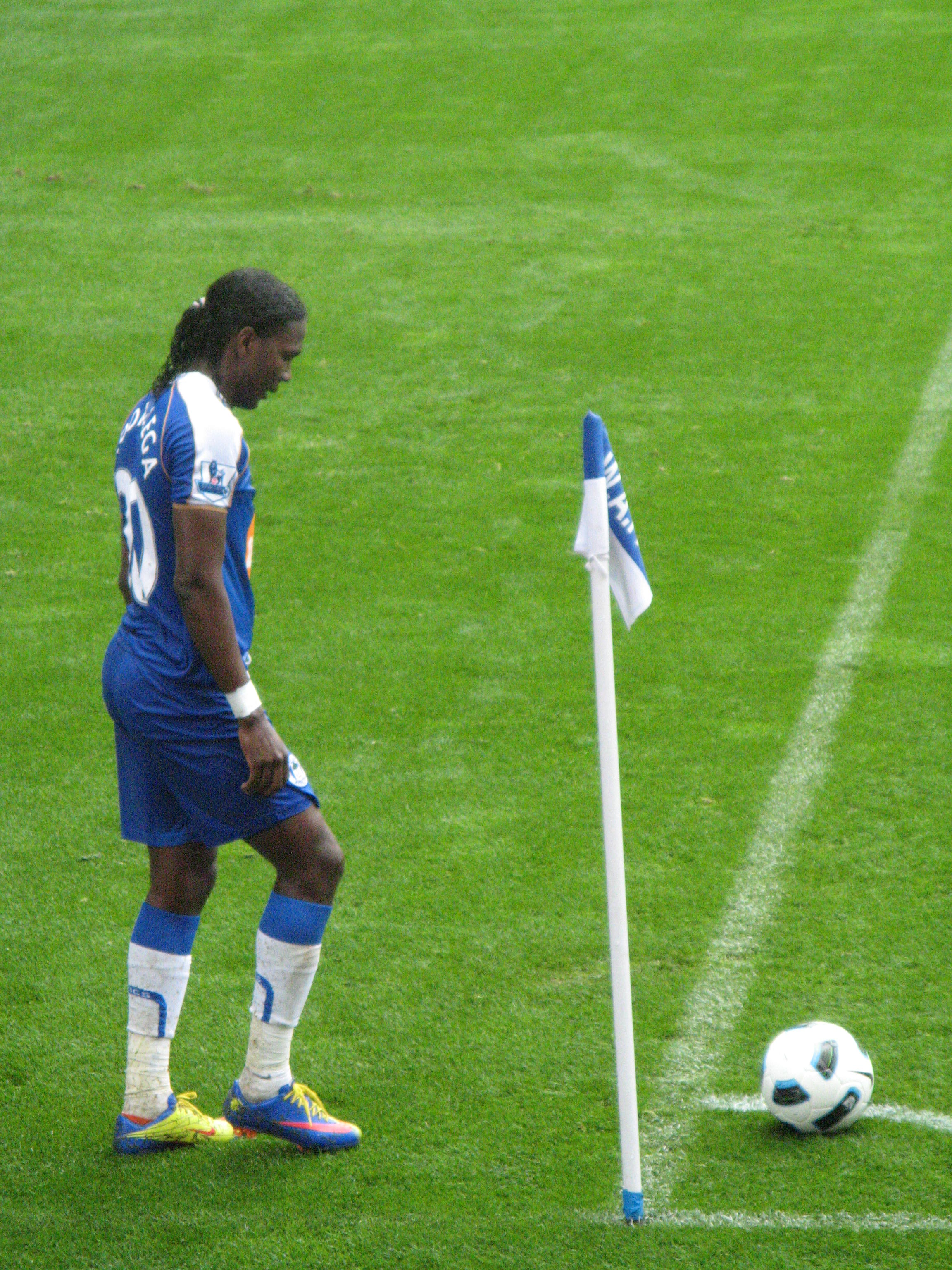
Hugo al hacer un saque de esquina con el Wigan.

El 26 de enero de 2009, anunció el Wigan Athletic que han completado la compra de Rodallega por £4.5 millones de libras esterlinas y un contrato de 3 años y medio. Marcó su primer gol con el club el 9 de mayo de 2009 contra West Bromwich Albion, a pesar de que su equipo perdió 3-1. También marcó en los siguientes dos partidos contra Manchester United y Portsmouth.
El Arsenal expreso su interés por el colombiano en abril de 2010. Pero no se realizó la transferencia, ya que los directivos del Wigan negaron tres ofertas por el jugador.
Rodallega marco su primer gol de la campaña en la primera fecha de la Liga Premier 2009-10, en una victoria por 2-0 de visitante ante el Aston Villa. Esa victoria también fue el primer partido bajo el nuevo entrenador del club, el español Roberto Martínez. El 24 de octubre de 2009 marco su primer doblete con el club en una victoria de 3-1 contra Burnley. Martínez lo metía en la posición volante frecuentemente, fuera de su posición regular de delantero centro, y a pesar de esto, Rodallega terminó como el máximo goleador del club de la temporada con 10 goles en la liga. El 22 de mayo de 2011, Rodallega marco el único gol del partido sobre Stoke City.
Rodallega dejó el Wigan Athletic al finalizar la temporada 2011-12 siendo el máximo goleador del club en la Premier League, con 24 goles.

### Fulham F.C.
El 12 de julio de 2012, Rodallega firmó un contrato por tres años con el Fulham Football Club de Londres. Al finalizar su primera temporada en el Fulham, convirtió 3 goles en 33 partidos siendo utilizado como tercer delantero detrás de Dimitar Berbatov y de Bryan Ruiz, además de ser usado como extremo y no como centro delantero.

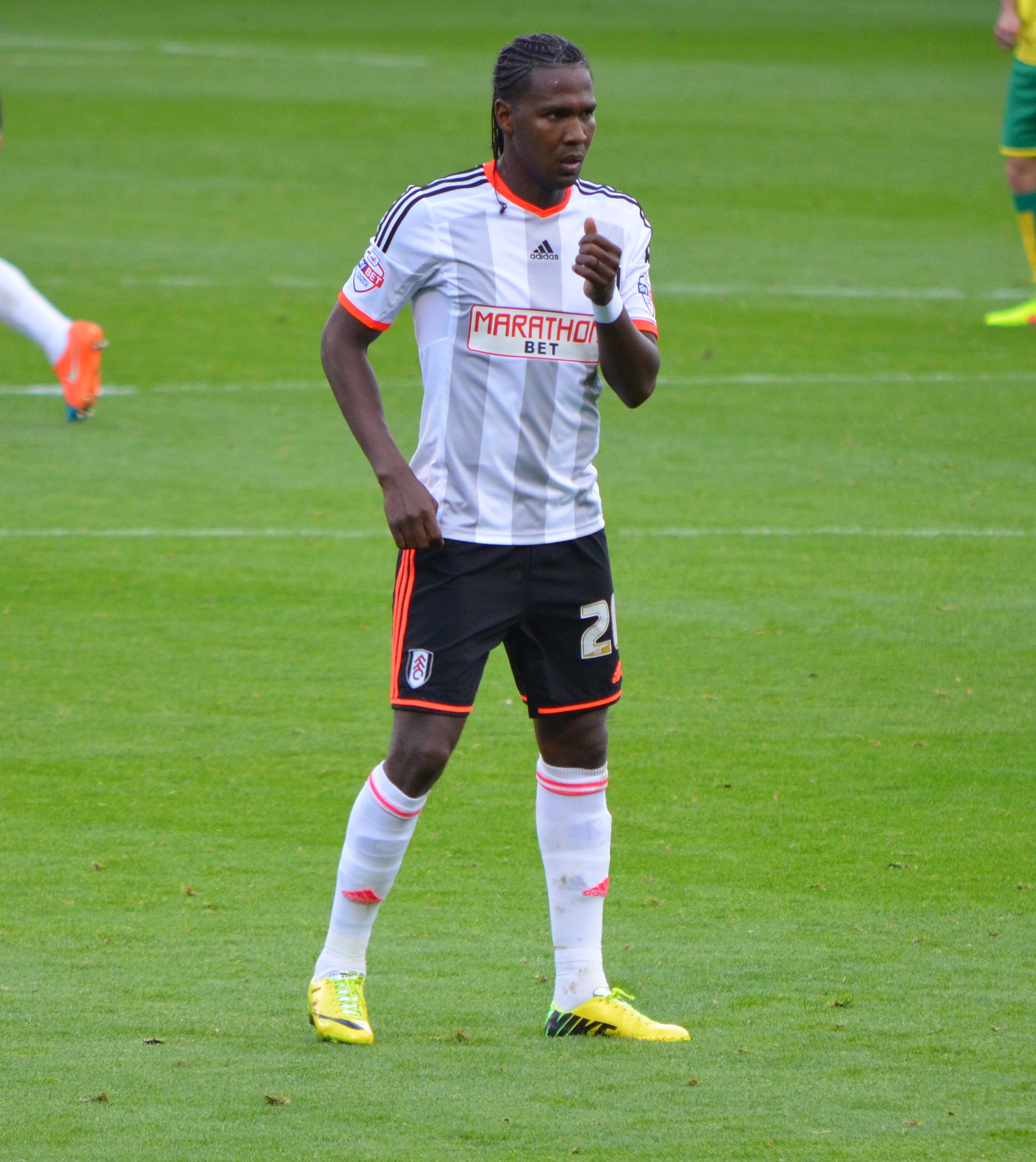
Hugo jugando para el Fulham.

Al no ser su rendimiento el esperado, el Fulham lo declara jugador transferible para el periodo de pases del verano de la temporada 2013/14. No obstante, Rodallega fue incluido en la nómina que viajaría a Centroamérica, para realizar la pretemporada con el club. Ya en territorio centroamericano (Costa Rica) anota un gol frente al Saprissa en el empate a dos goles entre los clubes, además de anotar un gol en la definición por penales la cual ganó el Fulham. A pesar de que no iba a ser tenido en cuenta para la temporada 2013/14, el Fulham lo inscribe para participar en la Premier League y, en la F.A. Cup y en la copa de la Liga Inglesa. Hace su debut en la temporada en la segunda ronda de la Copa de la Liga, donde anota un gol en el minuto 118 de la prórroga, poniendo el 2 a 2 final del juego llevándolo así a la definición por penaltis, donde también convierte. 	
Luego de meses sin jugar en la Liga, el 5 de abril marca su primer gol en la 2013-14, dándole la victoria al Fulham y marcando el segundo gol frente al Aston Villa por la fecha 32 de la Premier League. Esta temporada desciende con su equipo a disputar a B de Inglaterra.
Para la temporada Football League Championship 2014/15 empieza siendo suplente pero con el tiempo coge buen ritmo siendo titular indiscutible y el goleador del equipo con 9 goles aunque su equipo este en los últimos puestos de clasificación.
Luego de tres temporadas, el 12 de mayo del 2015 decide poner fin a su vínculo con el club inglés tras no renovar contrato, así lo anunció el Fulham por su página web. Hizo un total de 20 goles en 75 partidos jugados con el Fulham contando que en la 2014/15 hizo 11 goles.

### Akhisar Belediyespor
El 29 de julio de 2015 se confirmó que Rodallega era nuevo jugador del Akhisar Belediyespor, así lo confirmó el club por su página web quien firmaría por dos años.
Debutaría el 16 de agosto en el empate 1 a 1 contra Konyaspor por la primera fecha de la Liga.
El 22 de agosto marcaría su primer gol con su nuevo equipo en la victoria 2 a 0 sobre Mersin İdmanyurdu por la segunda fecha, saliendo como figura ya que además le cometieron el penalti para el 2 - 0 final. Ocho días después volvería a marcar en el empate 2-2 contra Trabzonspor llegando rápidamente a dos goles en tres partidos. El 26 de septiembre marcaría su tercer gol en la liga dándole la victoria a su equipo al último minuto por la mínima frente a Gençlerbirliği.
El 21 de noviembre marcaría su primer doblete en la victoria de su equipo 3-1 sobre Bursaspor.
Marcaría el segundo triplete de su carrera el 22 de abril en el empate a tres goles frente al Besiktas siendo la figura del partido y de la fecha.
El 22 de octubre ya para la temporada 2016/17 le da la victoria a su club por la mínima sobre el Adanaspor. Se iría del club a mitad de temporada, se marcha haciendo su mejor temporada con 21 goles en la primera que disputó y su primer triplete de su carrera, en total haría 25 goles en 54 partidos disputados.

### Trabzonspor

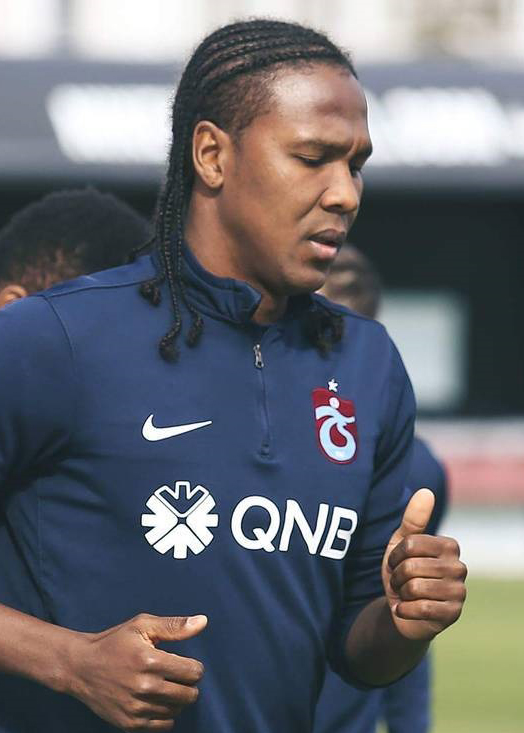
Hugo jugando para el Trabzonspor.

El 24 de enero de 2017 es presentado como nuevo jugador del Trabzonspor de la Superliga de Turquía firmando por dos años y medio. El 28 de enero debuta en la goleada 4 a 0 de su club sobre el Gaziantepspor entrando a los 67 minutos de juego. El 25 de febrero marca su primer gol en el empate a un gol en casa del Konyaspor. El 21 de abril marca su primer doblete con el club en la goleada 3 a 0 como visitantes sobre Antalyaspor. 
El 26 de agosto marca su primer gol de la temporada 2017-18 en la caída 3-2 en su visita al Göztepe, el primer doblete de la temporada fue el 25 de octubre en la goleada 6 por 0 en casa de Çorum futbol club por Copa. Marca su primer triplete con el club el 30 de noviembre en la goleada 4 por 0 sobre BB Erzurumspor por la Copa de Turquía, vuelve a marca dos goles el 12 de diciembre en el 5 a 1 sobre BB Erzurumspor. Termina siendo el goleador de la Copa de Turquía con ocho anotaciones en la que se destacó un triplete, además hace cinco en Liga.
En su segundo partido de la temporada 2018-19 marca doblete en la victoria 3 por 1 sobre Sivasspor. Vuelve y marca doblete el 29 de septiembre en la victoria 4 por 2 sobre Kasımpaşa SK siendo la figura del partido, marca dos golazos de tiro libre y de chilena respectivamente.
Su primer gol del 2019 lo hace el 2 de febrero para la victoria por la mínima contra Ankaragücü marcando un gol luego de dejar a dos rivales en el piso. El 10 de febrero llega a su centenar de goles en Europa en la derrota 3-1 contra el Galatasaray siendo el cuarto colombiano que lo hace. El 20 de abril marca el gol de la victoria 2 por 1 sobre Yeni Malatyaspor y el 24 de mayo marca el último gol de la temporada en la victoria 3 por como visitantes ante Rizespor. Al final de la temporada consiguen clasificar a la UEFA Europa League y a Hugo no le renuevan el contrato.

### Denizlispor
El 22 de junio es confirmado como nuevo jugador del recién ascendido Denizlispor a la Superliga de Turquía. El 16 de agosto debuta oficialmente con gol anotando en la victoria 2 por 0 sobre el recién campeón el Galatasaray. Su primer doblete con el club lo marca el 16 de diciembre en la victoria 2 por 1 contra su ex equipo el Trabzonspor como visitantes siendo además la figura del partido. El 14 de marzo marca el gol de la victoria por la mínima sobre Gençlerbirliği.
El 19 de octubre marca su primer gol en la temporada 2020-21 en la victoria 2 por 1 como visitantes ante Gençlerbirliği Spor Kulübü, el 20 de diciembre le da la victoria a su club por la mínima sobre Alanyaspor, a los tres días marca su primer doblete de la temporada para dar la victoria 2 por 1 en su visita a Büyükşehir Belediye Erzurumspor siendo la figura del partido. El 17 de abril marca nuevamente doblete en la derrota 2-3 como locales ante BB Erzurumspor marcando un gol de media distancia.

### E.C. Bahia
El 8 de julio de 2021 es confirmado como nuevo jugador del Esporte Clube Bahia del Brasileirão, firmando por un año de contrato. Jugando para el club bahiano queda como goleador de la Copa do Nordeste con 8 goles, siendo el primer jugador extranjero en lograr la distinción en el certamen , en diciembre del 2022 no renueva contrato con el equipo brasileño para así quedar como agente libre.

### Independiente Santa Fe
El 15 de enero de 2023, el club capitalino anunció la llegada del delantero mediante comunicado oficial donde se informó que se había llegado a un acuerdo económico una vez superados los exámenes médicos.
Tuvo un buen balance durante el 2023 con el equipo. Jugó un total de 39 partidos en los que marcó 15 goles y realizó una asistencia. Dentro de los juegos disputados marcó 3 dobletes. Los rivales a los cuales les marcó por duplicado fueron: Millonarios F.C., Deportivo Pereira y Deportivo Cali.
Para 2024 renovó su contrato con el cuadro cardenal. El 27 de enero en la segunda jornada volvió a marcar doblete en la victoria 3 por 1 frente al Envigado F.C. En el apertura 2024, marcó 12 goles la misma cantidad que el botín de oro Carlos Bacca quien marcó la misma cantidad en menos partidos. Llegaron a la final del Apertura 2024 pero la perdieron ante Atlético Bucaramanga mediante los tiros desde el punto penal.En el segundo semestre de 2024, clasificaron a los cuadrangulares semifinales pero quedaron en el último lugar del grupo A.
Rodallega volvió a renovar su contrato para jugar con el "Cardenal" en el 2025. En el torneo del primer semestre fue pieza vital del equipo marcando goles definitivos que llevaron a Independiente Santa Fe a disputar la final contra Independiente Medellín. Precisamente para el encuentro de vuelta de la final disputada en el estadio Atanasio Girardot, el delantero terminó anotando el gol que le dio el campeonato a su equipo.

## Selección Colombia
Fue figura de la selección Colombia que se coronó campeona del Campeonato Sudamericano Sub-20 de 2005, siendo el goleador de la competición, con 11 anotaciones. Su papel fue incluso más destacado que el del argentino Lionel Messi y que el de su compañero en Colombia Radamel Falcao. La tricolor consiguió cupo a la Copa Mundial Sub-20 de 2005, realizada en Holanda, en la que avanzó hasta octavos de final, donde fue eliminada por Argentina.  
En la selección de Colombia de mayores, a pesar de las grandes expectativas, no ha demostrado su capacidad goleadora, al ser llamado en varias ocasiones por Jorge Luis Pinto, cuando era entrenador del equipo colombiano. En la Copa América 2007, Rodallega fue titular en los tres partidos de Colombia, sin marcar goles. No obstante, son recordados los cinco minutos en que fue arquero contra Estados Unidos debido a la expulsión de Róbinson Zapata. En ese mismo partido Rodallega falló un penal.
El 6 de junio de 2011 fue convocado por el técnico Hernán Darío Gómez para jugar en la Copa América 2011 que se realizó en Argentina.
La siguiente tabla detalla los encuentros disputados y los goles marcados por Rodallega en la selección colombiana absoluta.
| \| Fecha \| Resultado \| Selección rival \| Competencia \| Goles \| \| ---------- \| ---------- \| --------------- \| -------------------------------------- \| ----- \| \| 03-09-2005 \| 3:0 \| Estados Unidos \| Amistoso \| - \| \| 05-03-2006 \| 1:1 \| Venezuela \| Amistoso \| - \| \| 24-05-2006 \| 1:1 \| Ecuador \| Amistoso \| - \| \| 27-05-2006 \| 0:0 \| Rumania \| Amistoso \| - \| \| 02-06-2006 \| 0:3 \| Alemania \| Amistoso \| - \| \| 04-06-2006 \| 2:0 \| Marruecos \| Amistoso \| \| \| 07-02-2007 \| 1:3 \| Uruguay \| Amistoso \| \| \| 25-03-2007 \| 3:1 \| Suiza \| Amistoso \| - \| \| 09-05-2007 \| 4:0 \| Panamá \| Amistoso \| \| \| 03-06-2007 \| 0:1 \| Montenegro \| Amistoso \| - \| \| 05-06-2007 \| 0:0 \| Japón \| Amistoso \| - \| \| 23-06-2007 \| 3:1 \| Ecuador \| Amistoso \| \| \| 29-06-2007 \| 0:5 \| Paraguay \| Copa América 2007 \| - \| \| 03-07-2007 \| 2:4 \| Argentina \| Copa América 2007 \| - \| \| 06-07-2007 \| 1:0 \| Estados Unidos \| Copa América 2007 \| - \| \| 22-08-2007 \| 1:0 \| México \| Amistoso \| - \| \| 30-04-2008 \| 5:2 \| Venezuela \| Amistoso \| \| \| 15-06-2008 \| 1:1 \| Perú \| Clasificación a la Copa del Mundo 2010 \| \| \| 19-06-2008 \| 0:0 \| Ecuador \| Clasificación a la Copa del Mundo 2010 \| - \| \| 20-08-2008 \| 0:1 \| Ecuador \| Amistoso \| - \| \| 07-09-2008 \| 0:1 \| Uruguay \| Clasificación a la Copa del Mundo 2010 \| - \| \| 11-09-2008 \| 0:4 \| Chile \| Clasificación a la Copa del Mundo 2010 \| - \| \| 29-03-2009 \| 2:0 \| Bolivia \| Clasificación a la Copa del Mundo 2010 \| - \| \| 01-04-2009 \| 0:2 \| Venezuela \| Clasificación a la Copa del Mundo 2010 \| - \| \| 06-06-2009 \| 0:1 \| Argentina \| Clasificación a la Copa del Mundo 2010 \| - \| \| 11-06-2009 \| 1:0 \| Perú \| Clasificación a la Copa del Mundo 2010 \| - \| \| 11-10-2009 \| 2:4 \| Chile \| Clasificación a la Copa del Mundo 2010 \| - \| \| 15-10-2009 \| 2:0 \| Paraguay \| Clasificación a la Copa del Mundo 2010 \| \| \| 08-09-2010 \| 1:2 \| Sudáfrica \| Amistoso \| - \| \| 04-09-2010 \| 1:1 \| Nigeria \| Amistoso \| - \| \| 30-05-2010 \| 2:0 \| Venezuela \| Amistoso \| - \| \| 27-05-2010 \| 0:1 \| México \| Amistoso \| - \| \| 09-02-2011 \| 0:1 \| España \| Amistoso \| - \| \| 26-03-2011 \| 2:0 \| Ecuador \| Amistoso \| - \| \| 29-03-2011 \| 0:2 \| Chile \| Amistoso \| - \| \| 26-06-2011 \| 2:0 \| Senegal \| Amistoso \| - \| \| 02-07-2011 \| 1:0 \| Costa Rica \| Copa América 2011 \| - \| \| 10-07-2011 \| 2:0 \| Bolivia \| Copa América 2011 \| - \| \| 16-07-2011 \| 0:2 \| Perú \| Copa América 2011 \| - \| \| 04-09-2011 \| 2:0 \| Honduras \| Amistoso \| - \| \| 07-09-2011 \| 2:0 \| Jamaica \| Amistoso \| - \| \| Total \| Presencias \| 41 \| Goles \| 8 \| |            |                 |                                        |       |
| Fecha | Resultado  | Selección rival | Competencia                            | Goles |
| 03-09-2005 | 3:0        | Estados Unidos  | Amistoso                               | -     |
| 05-03-2006 | 1:1        | Venezuela       | Amistoso                               | -     |
| 24-05-2006 | 1:1        | Ecuador         | Amistoso                               | -     |
| 27-05-2006 | 0:0        | Rumania         | Amistoso                               | -     |
| 02-06-2006 | 0:3        | Alemania        | Amistoso                               | -     |
| 04-06-2006 | 2:0        | Marruecos       | Amistoso                               |       |
| 07-02-2007 | 1:3        | Uruguay         | Amistoso                               |       |
| 25-03-2007 | 3:1        | Suiza           | Amistoso                               | -     |
| 09-05-2007 | 4:0        | Panamá          | Amistoso                               |       |
| 03-06-2007 | 0:1        | Montenegro      | Amistoso                               | -     |
| 05-06-2007 | 0:0        | Japón           | Amistoso                               | -     |
| 23-06-2007 | 3:1        | Ecuador         | Amistoso                               |       |
| 29-06-2007 | 0:5        | Paraguay        | Copa América 2007                      | -     |
| 03-07-2007 | 2:4        | Argentina       | Copa América 2007                      | -     |
| 06-07-2007 | 1:0        | Estados Unidos  | Copa América 2007                      | -     |
| 22-08-2007 | 1:0        | México          | Amistoso                               | -     |
| 30-04-2008 | 5:2        | Venezuela       | Amistoso                               |       |
| 15-06-2008 | 1:1        | Perú            | Clasificación a la Copa del Mundo 2010 |       |
| 19-06-2008 | 0:0        | Ecuador         | Clasificación a la Copa del Mundo 2010 | -     |
| 20-08-2008 | 0:1        | Ecuador         | Amistoso                               | -     |
| 07-09-2008 | 0:1        | Uruguay         | Clasificación a la Copa del Mundo 2010 | -     |
| 11-09-2008 | 0:4        | Chile           | Clasificación a la Copa del Mundo 2010 | -     |
| 29-03-2009 | 2:0        | Bolivia         | Clasificación a la Copa del Mundo 2010 | -     |
| 01-04-2009 | 0:2        | Venezuela       | Clasificación a la Copa del Mundo 2010 | -     |
| 06-06-2009 | 0:1        | Argentina       | Clasificación a la Copa del Mundo 2010 | -     |
| 11-06-2009 | 1:0        | Perú            | Clasificación a la Copa del Mundo 2010 | -     |
| 11-10-2009 | 2:4        | Chile           | Clasificación a la Copa del Mundo 2010 | -     |
| 15-10-2009 | 2:0        | Paraguay        | Clasificación a la Copa del Mundo 2010 |       |
| 08-09-2010 | 1:2        | Sudáfrica       | Amistoso                               | -     |
| 04-09-2010 | 1:1        | Nigeria         | Amistoso                               | -     |
| 30-05-2010 | 2:0        | Venezuela       | Amistoso                               | -     |
| 27-05-2010 | 0:1        | México          | Amistoso                               | -     |
| 09-02-2011 | 0:1        | España          | Amistoso                               | -     |
| 26-03-2011 | 2:0        | Ecuador         | Amistoso                               | -     |
| 29-03-2011 | 0:2        | Chile           | Amistoso                               | -     |
| 26-06-2011 | 2:0        | Senegal         | Amistoso                               | -     |
| 02-07-2011 | 1:0        | Costa Rica      | Copa América 2011                      | -     |
| 10-07-2011 | 2:0        | Bolivia         | Copa América 2011                      | -     |
| 16-07-2011 | 0:2        | Perú            | Copa América 2011                      | -     |
| 04-09-2011 | 2:0        | Honduras        | Amistoso                               | -     |
| 07-09-2011 | 2:0        | Jamaica         | Amistoso                               | -     |
| Total | Presencias | 41              | Goles                                  | 8     |

### Participaciones enCopas del Mundo
| Mundial                     | Sede         | Resultado        | PJ | GA | Asis |
| --------------------------- | ------------ | ---------------- | -- | -- | ---- |
| Copa Mundial Sub-20 de 2005 | Países Bajos | Octavos de final | 3  | 1  | 0    |

### Participaciones enCopas América
| Copa América           | Sede                   | Resultado              | PJ | GA | Asis |
| ---------------------- | ---------------------- | ---------------------- | -- | -- | ---- |
| Copa América 2007      | Venezuela              | Fase de grupos         | 3  | 0  | 0    |
| Copa América 2011      | Argentina              | Cuartos de final       | 3  | 0  | 0    |
| Total en Copas América | Total en Copas América | Total en Copas América | 6  | 0  | 0    |

### Participaciones enEliminatorias al Mundial
| Eliminatoria                            | Sede del Mundial | Posición      | Resultado | PJ | GA | Asis |
| --------------------------------------- | ---------------- | ------------- | --------- | -- | -- | ---- |
| Eliminatorias Mundial de Sudáfrica 2010 | Sudáfrica        | 7°lugar 23pts | Eliminado | 10 | 2  | 1    |

## Estadísticas
Actualizado a 29 de junio de 2025.
| Club | Div           | Temporada     | Liga  | Liga  | Liga  | Copas nacionales(1) | Copas nacionales(1) | Copas nacionales(1) | Torneos internacionales(2) | Torneos internacionales(2) | Torneos internacionales(2) | Total | Total | Total | Media goleadora(3) |
| Club | Div           | Temporada     | Part. | Goles | Asis. | Part.               | Goles               | Asis.               | Part.                      | Goles                      | Asis.                      | Part. | Goles | Asis. | Media goleadora(3) |
| --- | ------------- | ------------- | ----- | ----- | ----- | ------------------- | ------------------- | ------------------- | -------------------------- | -------------------------- | -------------------------- | ----- | ----- | ----- | ------------------ |
| Deportes Quindío · Colombia | 1.ª           | 2004          | 30    | 13    | 0     | -                   | -                   | -                   | -                          | -                          | -                          | 30    | 13    | 0     | 0,43               |
| Deportes Quindío · Colombia | 1.ª           | 2005          | 12    | 7     | 0     | -                   | -                   | -                   | -                          | -                          | -                          | 12    | 7     | 0     | 0,58               |
| Deportes Quindío · Colombia | Total club    | Total club    | 42    | 20    | 0     | -                   | -                   | -                   | -                          | -                          | -                          | 42    | 20    | 0     | 0,48               |
| Deportivo Cali · Colombia | 1.ª           | 2005          | 26    | 12    | 0     | -                   | -                   | -                   | 2                          | 0                          | 0                          | 28    | 12    | 0     | 0,43               |
| Atlas FC · México | 1.ª           | 2006          | 15    | 5     | 0     | -                   | -                   | -                   | -                          | -                          | -                          | 15    | 5     | 0     | 0,33               |
| CF Monterrey · México | 1.ª           | 2006          | 14    | 3     | 0     | -                   | -                   | -                   | -                          | -                          | -                          | 14    | 3     | 0     | 0,21               |
| CF Monterrey · México | 1.ª           | 2007          | 15    | 1     | 1     | -                   | -                   | -                   | -                          | -                          | -                          | 15    | 1     | 1     | 0,07               |
| CF Monterrey · México | Total club    | Total club    | 29    | 4     | 1     | -                   | -                   | -                   | -                          | -                          | -                          | 29    | 4     | 1     | 0,13               |
| Club Necaxa · México | 1.ª           | 2007-08       | 33    | 16    | 1     | -                   | -                   | -                   | -                          | -                          | -                          | 33    | 16    | 1     | 0,48               |
| Club Necaxa · México | 1.ª           | 2008          | 17    | 9     | 2     | -                   | -                   | -                   | -                          | -                          | -                          | 17    | 9     | 2     | 0,53               |
| Club Necaxa · México | Total club    | Total club    | 50    | 25    | 3     | -                   | -                   | -                   | -                          | -                          | -                          | 50    | 25    | 3     | 0,50               |
| Wigan Athletic Inglaterra | 1.ª           | 2008-09       | 15    | 3     | 0     | -                   | -                   | -                   | -                          | -                          | -                          | 15    | 3     | 0     | 0,20               |
| Wigan Athletic Inglaterra | 1.ª           | 2009-10       | 38    | 10    | 7     | 4                   | 0                   | 1                   | -                          | -                          | -                          | 42    | 10    | 8     | 0,24               |
| Wigan Athletic Inglaterra | 1.ª           | 2010-11       | 36    | 9     | 2     | 1                   | 0                   | 0                   | -                          | -                          | -                          | 37    | 9     | 2     | 0,24               |
| Wigan Athletic Inglaterra | 1.ª           | 2011-12       | 23    | 2     | 7     | -                   | -                   | -                   | -                          | -                          | -                          | 23    | 2     | 7     | 0,08               |
| Wigan Athletic Inglaterra | Total club    | Total club    | 112   | 24    | 16    | 5                   | 0                   | 1                   | -                          | -                          | -                          | 117   | 24    | 17    | 0,21               |
| Fulham FC Inglaterra | 1.ª           | 2012-13       | 29    | 3     | 3     | 4                   | 0                   | 0                   | -                          | -                          | -                          | 33    | 3     | 3     | 0,09               |
| Fulham FC Inglaterra | 1.ª           | 2013-14       | 13    | 2     | 2     | 4                   | 4                   | 0                   | -                          | -                          | -                          | 17    | 6     | 2     | 0,35               |
| Fulham FC Inglaterra | 2.ª           | 2014-15       | 33    | 10    | 9     | 5                   | 1                   | 0                   | -                          | -                          | -                          | 38    | 11    | 9     | 0,29               |
| Fulham FC Inglaterra | Total club    | Total club    | 75    | 15    | 14    | 13                  | 5                   | 0                   | -                          | -                          | -                          | 88    | 20    | 14    | 0,23               |
| Akhisar Belediyespor Turquía | 1.ª           | 2015-16       | 34    | 19    | 1     | 3                   | 2                   | 0                   | -                          | -                          | -                          | 37    | 21    | 1     | 0,56               |
| Akhisar Belediyespor Turquía | 1.ª           | 2016-17       | 17    | 4     | 2     | -                   | -                   | -                   | -                          | -                          | -                          | 17    | 4     | 2     | 0,26               |
| Akhisar Belediyespor Turquía | Total club    | Total club    | 51    | 23    | 3     | 3                   | 2                   | 0                   | -                          | -                          | -                          | 54    | 25    | 3     | 0,48               |
| Trabzonspor Kulübü Turquía | 1.ª           | 2016-17       | 15    | 6     | 1     | -                   | -                   | -                   | -                          | -                          | -                          | 15    | 6     | 1     | 0,40               |
| Trabzonspor Kulübü Turquía | 1.ª           | 2017-18       | 23    | 5     | 0     | 5                   | 8                   | 1                   | -                          | -                          | -                          | 28    | 13    | 1     | 0,46               |
| Trabzonspor Kulübü Turquía | 1.ª           | 2018-19       | 33    | 15    | 3     | 4                   | 1                   | 0                   | -                          | -                          | -                          | 37    | 16    | 3     | 0,43               |
| Trabzonspor Kulübü Turquía | Total club    | Total club    | 71    | 26    | 4     | 9                   | 9                   | 1                   | -                          | -                          | -                          | 80    | 35    | 5     | 0,43               |
| Denizlispor Turquía | 1.ª           | 2019-20       | 31    | 6     | 2     | 1                   | 0                   | 0                   | -                          | -                          | -                          | 32    | 6     | 2     | 0,20               |
| Denizlispor Turquía | 1.ª           | 2020-21       | 37    | 14    | 3     | -                   | -                   | -                   | -                          | -                          | -                          | 37    | 14    | 3     | 0,37               |
| Denizlispor Turquía | Total club    | Total club    | 68    | 20    | 5     | 1                   | 0                   | 0                   | -                          | -                          | -                          | 69    | 20    | 5     | 0,28               |
| EC Bahia · Brasil | 1.ª           | 2021          | 22    | 6     | 1     | -                   | -                   | -                   | -                          | -                          | -                          | 22    | 6     | 1     | 0.27               |
| EC Bahia · Brasil | 2.ª           | 2022          | 23    | 1     | 1     | 15                  | 12                  | 2                   | -                          | -                          | -                          | 38    | 13    | 3     | 0.34               |
| EC Bahia · Brasil | Total club    | Total club    | 45    | 7     | 2     | 15                  | 12                  | 2                   | -                          | -                          | -                          | 60    | 19    | 4     | 0.32               |
| Independiente Santa Fe · Colombia | 1.ª           | 2023          | 30    | 12    | 2     | 3                   | 0                   | 0                   | 6                          | 3                          | 0                          | 39    | 15    | 2     | 0.38               |
| Independiente Santa Fe · Colombia | 1.ª           | 2024          | 48    | 18    | 8     | 3                   | 0                   | 0                   | -                          | -                          | -                          | 51    | 18    | 8     | 0.35               |
| Independiente Santa Fe · Colombia | 1.ª           | 2025          | 26    | 16    | 2     | -                   | -                   | -                   | 2                          | 1                          | 0                          | 28    | 17    | 2     | 0.61               |
| Independiente Santa Fe · Colombia | Total club    | Total club    | 104   | 46    | 12    | 6                   | 0                   | 0                   | 8                          | 4                          | 0                          | 118   | 50    | 12    | 0.42               |
| Total carrera | Total carrera | Total carrera | 688   | 227   | 60    | 52                  | 28                  | 4                   | 10                         | 4                          | 0                          | 750   | 259   | 64    | 0.35               |
| (1) Incluye datos de la FA Cup (2009-2013), Copa de la Liga inglesa (2009-2013), Copa de Turquía (2015-2020), Copa do Nordeste (2022), Campeonato Baiano (2022), Copa de Brasil (2022) y Copa Colombia (2023 y 2024). (2) Incluye datos de la Copa Sudamericana (2005 y 2023). (3) Media de goles por encuentro. No incluye goles en partidos amistosos. |               |               |       |       |       |                     |                     |                     |                            |                            |                            |       |       |       |                    |

### Selección Colombia de Mayores
| Selección           | Año   | Amistosos | Amistosos | Eliminatorias | Eliminatorias | Esperanzas de Toulon | Esperanzas de Toulon | Copa Mundial | Copa Mundial | Copa América | Copa América | Sudamericano | Sudamericano | Total | Total | Media goleadora |
| Selección           | Año   | Part.     | Goles     | Part.         | Goles         | Part.                | Goles                | Part.        | Goles        | Part.        | Goles        | Part.        | Goles        | Part. | Goles | Media goleadora |
| ------------------- | ----- | --------- | --------- | ------------- | ------------- | -------------------- | -------------------- | ------------ | ------------ | ------------ | ------------ | ------------ | ------------ | ----- | ----- | --------------- |
| Absoluta · Colombia | 2005  | 1         | 0         | -             | -             | -                    | -                    | -            | -            | -            | -            | -            | -            | 1     | 0     | 0,00            |
| Absoluta · Colombia | 2006  | 5         | 1         | -             | -             | -                    | -                    | -            | -            | -            | -            | -            | -            | 5     | 1     | 0.20            |
| Absoluta · Colombia | 2007  | 7         | 3         | -             | -             | -                    | -                    | -            | -            | 3            | 0            | -            | -            | 10    | 3     | 0.30            |
| Absoluta · Colombia | 2008  | 2         | 2         | 4             | 1             | -                    | -                    | -            | -            | -            | -            | -            | -            | 6     | 3     | 0.50            |
| Absoluta · Colombia | 2009  | -         | -         | 6             | 1             | -                    | -                    | -            | -            | -            | -            | -            | -            | 6     | 1     | 0.17            |
| Absoluta · Colombia | 2010  | 4         | 0         | -             | -             | -                    | -                    | -            | -            | -            | -            | -            | -            | 4     | 0     | 0,00            |
| Absoluta · Colombia | 2011  | 6         | 0         | -             | -             | -                    | -                    | -            | -            | 3            | 0            | -            | -            | 9     | 0     | 0,00            |
| Absoluta · Colombia | Total | 25        | 6         | 10            | 2             | -                    | -                    | -            | -            | 6            | 0            | -            | -            | 41    | 8     | 0.20            |

### Resumen estadístico goles a nivel profesional
Actualizado a 29 de junio de 2025.
| Competición           | Partidos | Goles | Promedio |
| --------------------- | -------- | ----- | -------- |
| Liga                  | 688      | 227   | 0.33     |
| Copas nacionales      | 52       | 28    | 0.54     |
| Copa Internacionales  | 10       | 4     | 0.4      |
| Selección de Colombia | 41       | 8     | 0.2      |
| Total en su carrera   | 789      | 267   | 0.34     |

### Tripletas
| 1 | 15 de septiembre de 2007 | Victoria, México            | Necaxa - Veracruz                       | Anotado · Anotado · Anotado           | 3 - 1 | Torneo Apertura 2007    |
| 2 | 22 de abril de 2016      | Manisa 19 Mayis, Turquía    | Akhisar Belediyespor - Besiktas         | Anotado · Anotado · Anotado           | 3 - 3 | Superliga 2015-16       |
| 3 | 30 de noviembre de 2017  | Kazım Karabekir, Turquía    | Trabzonspor - Erzurumspor               | Anotado · Anotado · Anotado           | 4 - 0 | Copa de Turquía 2016-17 |
| 4 | 4 de septiembre de 2021  | Pituaçu, Brasil             | Bahia - Fortaleza                       | Anotado · Anotado · Anotado · Anotado | 4 - 2 | Serie A Brasil 2021     |
| 5 | 28 de febrero de 2025    | Polideportivo Sur, Colombia | Independiente Santa Fe - Envigado F. C. | Anotado · Anotado · Anotado · Anotado | 7 - 1 | Tornero Apertura 2025   |

## Palmarés

### Campeonatos nacionales
| Título              | Club           | País     | Año  |
| ------------------- | -------------- | -------- | ---- |
| Torneo Finalización | Deportivo Cali | Colombia | 2005 |
| Torneo Apertura     | Santa Fe       | Colombia | 2025 |

### Campeonatos internacionales
| Título              | Club                         | Sede     | Año  |
| ------------------- | ---------------------------- | -------- | ---- |
| Sudamericano Sub-20 | Selección Sub-20 de Colombia | Colombia | 2005 |

### Distinciones individuales
| Distinción                                         | Año  |
| -------------------------------------------------- | ---- |
| Máximo goleador del Sudamericano Sub-20 (11 goles) | 2005 |
| Máximo goleador del Torneo Finalización (12 goles) | 2005 |
| Máximo Goleador de la Copa de Turquía (8 goles)    | 2018 |
| Máximo Goleador de la Copa do Nordeste (8 goles)   | 2022 |
| Equipo ideal de la Copa do Nordeste                | 2022 |
| Máximo goleador del Torneo Apertura (12 goles)     | 2024 |
| Máximo goleador del Torneo Apertura (16 goles)     | 2025 |